# 米德韋 (路易斯安那州拉薩爾堂區)
米德韋（英語：Midway）是位於美國路易斯安那州拉薩爾堂區的一個普查規定居民點。

## 人口
根據2020年美國人口普查的數據，米德韋的面積為7.93平方千米，當中陸地面積為7.85平方千米，而水域面積為0.08平方千米。當地共有人口1157人，而人口密度為每平方千米145.9人。